# Sonho chinês
Sonho Chinês é um termo adotado pelo presidente chinês Xi Jinping e apresentado pela primeira vez ao público, oficialmente como um projeto político nacional, em novembro de 2012, na conclusão do 18º Congresso Nacional do Partido Comunista Chinês. O conceito, remonta à história da China durante os séculos e se trata, de forma simplificada, de uma promessa de renovação e de modernização do país.
Além de ser um termo amplamente utilizado pelo Partido Comunista Chinês como forma de propaganda política e de legitimação do seu próprio poder, o conceito tem raízes muito mais profundas e conseguiu aderência entre os chineses. Isso por dois motivos principais: primeiro, porque o conceito carrega consigo características que já são caras à cultura política chinesa; segundo, porque a memória coletiva dos chineses é bastante marcada pelos eventos traumáticos que viveram no passado, com especial destaque para o Século da Humilhação. Em outras palavras: um projeto profundamente nacionalista como o Sonho Chinês, que promete modernizar a China e torná-la uma potência mundial, encontra solo fértil no imaginário coletivo da população chinesa.

## Antecedentes
O Sonho Chinês encontra fundamento num contexto mais amplo da memória coletiva chinesa em relação a um passado histórico crítico. Durante o que foi chamado de Século da Humilhação Chinesa, a China se envolveu em uma série de guerras com outros países e, por mais de uma vez, teve sua soberania e sua dignidade violadas. Durante a Primeira Guerra do Ópio (1839-1842), por exemplo, houve um embate travado com tropas da Inglaterra, em nome da Companhia das Índias Orientais, para que a China permitisse a comercialização do ópio em seu território. Quando perdeu a guerra, o tratado de paz assinado era desfavorável à China, que precisou ceder parte de seu território - Hong Kong - ao domínio dos ingleses. A cessão de Hong Kong só teve fim em 1997, quando o território se reintegrou à China, mas mantendo um grau de autonomia política. No entanto, as discussões e conflitos políticos repercutem até os dias atuais, como se observa pelos Protestos em Hong Kong em 2019–2020.
Outros exemplos de conflito que envolveram a China foram a Segunda Guerra do Ópio (1858-1860), a Primeira Guerra Sino-Japonesa (1894-1895), a Rebelião dos Boxers (1900-1901) e a Segunda Guerra Sino-Japonesa (1937-1945). Em todos os casos a China sofreu com muitas perdas, não só em termos populacionais, materiais e territoriais, mas também morais. A história da China, via de regra, remontava até então a um passado glorioso, quando a civilização chinesa era considerada a principal referência cultural na Ásia, e uma das principais em todo o mundo.
Daí em diante, a maioria dos líderes políticos chineses passou a adotar um discurso nacionalista que inspirava, e inspira até hoje na população, um sentido de renovação e de retorno àquela China de outrora. Mao Zedong, por exemplo, procurou estabilizar e reestruturar o país após a Guerra Civil Chinesa (1927-1949) através do Grande Salto para Frente (ou Grande Salto Adiante) e da Revolução Cultural; Deng Xiaoping, da mesma forma, é conhecido pelo seu conceito de Socialismo com características chinesas, que abriu brecha para a abertura de espaços de livre comércio, seguindo um modelo mais liberal - as Zonas Econômicas Especiais (ZEEs).
Foi nesse mesmo sentido que Xi Jinping, quando ascendeu ao poder como Presidente da República Popular da China (RPC), cunhou o seu próprio projeto político nacional: O Sonho Chinês. No entanto, a narrativa de Xi não se limita ao clássico discurso de renovação da civilização chinesa, nem àquele que relembra um passado de humilhação: segundo Zheng Wang, professor da Escola de Diplomacia e Relações Internacionais da Universidade Seton Hall, o discurso do Sonho Chinês tem como foco um futuro baseado em esperança e glória, levando em consideração o crescimento incontestável que a China vem apresentando nos últimos anos.

## O caso do Sonho Chinês
O caso do Sonho Chinês, reflete a busca da revitalização e restauração, passando por períodos históricos marcantes citados no tópico anterior. Uma pesquisa realizada pela China Minsheng Banking Corp traça um paralelo do caso no período da fundação da República Popular da China até o ano de 1978, momento em que o então ex-primeiro-ministro Deng Xiaoping volta ao governo, assumindo a liderança e dando início à política de “reforma e abertura” da China, tendo um foco maior da população chinesa em relação a alimentação e fatores de sobrevivência, bem-estar e prosperidade do poder do Estado. Após alguns anos, houve uma mudança de perspectiva do sonho chinês, um diferente cenário do ano de 1978 até os princípios da década de 90, a partir da política de “reforma e abertura”, buscando por renda e transições de negócios, uma proteção em relação à alimentação e vestuário, uma progressão na carreira e boa colocação profissional¹.
Essa grande preocupação em relação à alimentação e ponto de vista econômico nos dois cenários e períodos distintos se deu devido à alta taxa de precariedade na China. Um estudo publicado pelo Banco Mundial (World Bank) retrata por meio de dados esta condição de extrema pobreza no país. No início da década de 90, cerca de 775 milhões de chineses viviam nessa condição. Já em 2015, houve uma grande mudança nos dados, cerca de 10 milhões da população viviam nessa condição, como consequência das medidas e planos de progressão e revitalização da China, alinhado às condições e visão futura do país².

## Primeiras aparições
O termo Sonho Chinês, com uso minimamente semelhante ao atual, apareceu pelas primeiras vezes em livros e artigos da década de 2000. No contexto, os livros discutiam a crescente urbanização, a emergência de uma classe média e os seus padrões de consumo em uma China que consolidava como uma das principais potências econômicas e políticas do mundo. A relevância se dava, além do crescimento econômico, pela necessidade de entender como se comportaria ideológica e culturalmente a primeira potência a disputar a liderança da política mundial desde o fim da Guerra Fria.
Somado a isso, havia a crescente preocupação com a degradação ambiental que o crescimento urbano e industrial nas escalas demográficas do país mais populoso do mundo poderiam ocasionar. É nesse sentido que Thomas Friedman escreve - no jornal New York Times - a coluna “China Needs Its Own Dream” (A China precisa de seu próprio sonho) um mês antes de Xi Jinping assumir a presidência. Nesse momento, há uma clara oposição retórica entre o Sonho Chinês e o Sonho Americano.

## Oposição ao Sonho Americano
Como aponta Chunlong Lu, cientista político da Universidade de Ciência Política e Direito da China, a retórica do Sonho Chinês é construída em oposição a do Sonho Americano. O texto de Friedman no New York Times aponta como é ecologicamente insustentável que a nova classe média urbana chinesa tenha o mesmo padrão de consumo incentivado pela ideologia do sonho americano: “um carro, uma grande casa e Big Macs para todos”. O autor convida então Xi Jinping a definir qual seria o sonho chinês, assim como aponta a necessidade de outras nações repensarem seus sonhos.

Mais tarde, com o discurso oficial Sonho Chinês definido e posto em prática, alguns autores se dedicaram à comparação entre os sonhos das duas potências. Como principais diferenças, pode-se apontar as preocupações ecológicas, sociais e o respeito à autoridade da ideologia chinesa, enquanto a ideologia americana não aborda a ecologia, mas sim estimula o consumo e propaga uma ética individualista e liberal no comportamento dos cidadãos. Como coloca David S. Pena, em artigo que compara e investiga as origens dos dois projetos:
[...] o Sonho Chinês tem quatro temas principais: o rejuvenescimento nacional, a prosperidade comum, a democracia e a felicidade do povo; enquanto o Sonho Americano enfatiza a liberdade, o sucesso individual e a mobilidade social e econômica. (tradução livre)
Para Pena, essas diferenças são consequências diretas do contexto de criação do Sonho Chinês. Como o contexto desse converge com o declínio da retórica do Sonho Americano, ficam acentuados seus contrastes. Assim, como há uma disputa em qual seria o melhor caminho a ser seguido pelo mundo, uma vez que aumenta a preocupação da China em exercer sua influência de forma global. Nesse sentido, podemos ver um exemplo no vídeo propaganda da emissora estatal chinesa China Global Television Network, em que se afirma que “O Sonho Chinês é uma aspiração global”.
A primeira aparição oficial do termo do Sonho Chinês ocorreu em 2012, no início do mandato ao cargo de presidência da China de Xi Jinping. Neste ano foi lançado o conceito diante de uma visita à exposição que ocorreu no Museu Nacional da China do Caminho da Revitalização que tratava sobre os momentos históricos, como as guerras do Ópio (Século XIX) e a República Popular da China (1949), e com isso objetiva de um modo geral o caminho de prosperidade e progressão da China para uma potência global, em paralelo ao Sonho Americano.

## O que é o sonho chinês?
Nas palavras do próprio Xi Jinping, o Sonho Chinês significa "a grande renovação da nação chinesa". Zhou Tianyong, à época um dos principais diretores da Escola Central do Partido Comunista da China, instituição responsável por formar os oficiais do PCC, publicou em 2014 um livro chamado "The China Dream and the China Path" (em português: "O Sonho Chinês e o Caminho Chinês"). Na obra, o autor faz um balanço mais do que detalhado do que significa o Sonho Chinês e sugere caminhos para que esse objetivo seja alcançado:
Em conclusão, quais são os sonhos de 1.34 a 1.55 bilhões de chineses no século 21? Eles estão sonhando com viver e trabalhar em paz e satisfação, e alcançando o sucesso em suas carreiras através de trabalho árduo. Eles desejam se urbanizar trabalhando e residindo nas cidades, pagar impostos de maneira honesta e racional na esperança de que o governo forneça, estabeleça e construa serviços públicos satisfatórios, segurança social e equipamentos públicos. Eles esperam que a ecologia seja preservada com ar puro. Eles desejam uma vida em uma sociedade livre, democrática, igual, justa, correta, ordeira e harmoniosa, e trabalham junto com outros chineses para construir um país socialista forte de prosperidade, grande poder, segurança e para se desenvolver em um belo meio ambiente em meados do século 21 e realizar o rejuvenescimento das nações chinesas com base no espírito chinês enraizado em seus sonhos e esforços por mais de 40 anos. (tradução livre)
Para além da esfera discursiva, é evidente que a narrativa pautada pelo Sonho Chinês envolve uma série de políticas públicas que visam mudar as condições de vida da população chinesa. Em outras palavras, o projeto de desenvolvimento nacional representado pelo conceito de Sonho Chinês procura:
- Estabelecer um plano de renovação da nação chinesa;
- Dobrar o PIB e a renda per capita urbana e rural;
- Incrementar a infraestrutura;
- Estabelecer um novo modelo de urbanização;
- Desenvolver políticas e serviços públicos de qualidade;
- Apresentar a China como um forte, democrático, harmônico, civilizado e moderno país socialista.

Nessa lógica, o projeto National New-Type Urbanization Plan (ou Projeto Nacional de Urbanização de Novo Tipo), lançado em 2014 pelo governo, é um desdobramento direto do projeto político do Sonho Chinês.

Uma pesquisa publicada em 2015 [3] mostrou, ainda, como a ideia do Sonho Chinês encontra forte apoio na população chinesa, especialmente a urbana. O estudo aponta que a própria ideia desse projeto nacionalista tem correspondência com as características mais fundamentais da cultura política chinesa, quais sejam: o respeito à autoridade política, o desejo por ordem social e o apoio a um governo forte. Além disso, Lu identifica três dimensões de ação política no projeto: a nacional, a social e a individual.
[...] a dimensão nacional [...] enfatiza a prosperidade, a obediência à lei e a democracia da China; a dimensão social [...] foca na harmonia social, cooperação social, justiça social e igualdade; enquanto a dimensão individual [...] destaca o desenvolvimento livre e compreensivo de um indivíduo. (tradução livre)

## Economia e Ecologia
Quando se trata do Sonho Chinês, tanto a literatura quanto o governo alegam a impossibilidade de separar economia e ecologia. A ideia do governo Xi Jinping é crescer economicamente de forma harmoniosa social e ecologicamente. A ideia de harmonia no Sonho Chinês aparece constantemente nessa retórica. O desafio que esse projeto tenta resolver se dá por uma convicção científica e política de que o crescimento econômico, a industrialização e a urbanização - quando não planejadas - criam riscos à sustentabilidade ambiental. Além disso, o esgotamento de matérias primas, por exemplo, seria extremamente danoso à economia no futuro. Há também a noção de que o aumento da qualidade de vida está intrinsecamente ligado a uma política ecológica que mantenha bons indicadores como a qualidade do ar e das águas. Somado a isso, aponta-se que o desenvolvimento científico - e a inovação, que é tão cara ao ideal de rejuvenescimento - é dependente da preservação ambiental.
Já ao dilema econômico clássico do Socialismo com características chinesas - entre dar maior liberdade ao mercado para gerar crescimento e controlar esse crescimento de forma planejada pelo estado - se soma mais um desafio. Com os resultados concretos do crescimento econômico, observados pelos sequentes aumentos do PIB, da renda per capita e da média salarial, há a preocupação em que isso resulte em um desenvolvimento harmonioso também aos níveis social e individual.

## Outros aspectos: Cultura,Soft Powere Política Externa
O Sonho chinês é um projeto que atua em vários níveis de ação. A propagação interna e externa desse ideal são preocupações do governo e também objeto de estudo. Internamente, a perpetuação dos ideais desse projeto se dá por mecanismos de Soft Power, como ações de propaganda e fomento de estudos sobre o tema, de forma a atingir cada cidadão e gerar aderência. Externamente, há também um investimento em uma política “harmoniosa”, procura-se exercer influência cultural, mas com um cuidado para não adotar uma postura “imperialista” - em que se nota a oposição aos EUA. Uma das estratégias para essa influência também se dá por ferramentas de Soft Power, como o investimento significativo da China na indústria audiovisual. Outra estratégia é a adoção da política diplomática “Fen Fa You Wei” (persistir para alcançar, em tradução livre): uma postura mais ativa de liderança, principalmente em órgãos e acordos multilaterais - como podemos observar, com o Brasil, pelos BRICS.

## Panorama recente: As duas metas e o XIX Congresso do PCC
Em 2018, com a reeleição de Xi Jinping, uma nova estruturação é traçada para o país, o conceito de Nova Era do Socialismo Chinês, sucedendo o Sonho Chinês. Com este novo conceito, o então presidente Xi Jinping e o governo estabeleceu duas metas para o país no longo prazo, os dois centenários. Uma delas ocorreu no ano de 2021, quando o presente documento foi publicado na ocasião dos cem anos do Partido Comunista chinês, onde a China é estimulada a uma sociedade próspera e contrária à pobreza. A segunda meta está planejada para o ano de 2049, em que concelebra os cem anos da República Popular da China, e visa tornar-se um país socialista bem desenvolvido.
Vale salientar que muitas das medidas e planos futuros foram discutidas no 19º Congresso Nacional do Partido Comunista da China, que ocorreu em Pequim entre os dias 18 e 24 de outubro de 2017, ocorrendo debates como a elaboração do sistema econômico moderno da China, em direção ao desenvolvimento econômico do país, a ascensão do socialismo característico chinês, o novo método chinês, os prazos concretos para atingi-los, dentre outras questões, que impactarão nos padrões de comércio internacional e a globalização.
No 19º Congresso Nacional do Partido Comunista da China foram nomeados novos integrantes do Partido, alinhando-se à nova convicção de contexto histórico e científico. Wang Huning, também conhecido como “Kissinger chinês”, foi um dos nomeados no Congresso e tem uma grande importância e ligação com o contexto do Sonho Chinês, de modo que é considerado como a pessoa que arquitetou e idealizou o conceito por trás de Xi, impactando na política do país.